# Eterno Agosto
Singles
1. El mismo sol
Sortie : 24 avril 2015
2. Agosto
Sortie : 31 août 2015
3. Sofia
Sortie : 8 avril 2016
4. Libre
Sortie : 9 septembre 2016
5. Animal
Sortie : 3 février 2017

Eterno agosto est le premier album du chanteur et compositeur pop latino espagnol Álvaro Soler, sorti en juin 2015  (le 23 en Italie et en Suisse, le 26 dans les autres pays d'Europe).

## Présentation
Composé de 13 titres, Eterno Agosto est un disque autobiographique qui aborde les expériences personnelles d'Álvaro Soler au cours de sa vie.
Selon le chanteur, la plupart des chansons évoquent ses relations amoureuses, mais aussi ses amitiés (Tengo un sentimiento) ou d'autres, plus profondes, comme El camino.

### Classements
Classé dans de nombreux pays européens, Eterno Agosto culmine en tête des ventes en Italie, en Pologne et en Suisse.
Il est, par ailleurs, certifié dans ces mêmes pays ainsi qu'en Autriche.

### Singles
Le premier extrait de l'album, le single El mismo sol, paraît le 24 avril 2015, 2 mois avant la publication de l'album. Succès de l'année 2015 en Europe, le titre est également un tube de l'été en Italie,.
Fin août 2015, une version en anglais du titre est enregistrée en duo avec la chanteuse Jennifer Lopez tandis que, dans le même temps, le deuxième single, Agosto, est publié.
Le 15 avril 2016, Soler publie le titre inédit Sofia, visant à anticiper la réédition de l'album prévue en juillet.
Par rapport à l'édition originale, la réédition contient également les deux titres Libre et Animal, extraits en tant que singles, respectivement, en septembre 2016 et février 2017.

## Liste des titres
Toutes les chansons sont écrites et composées par Simon Triebel, Ali Zuckowski et Álvaro Soler.
| 1.    | El mismo sol         | 2:59 |
| 2.    | Tengo un sentimiento | 3:04 |
| 3.    | Agosto               | 2:59 |
| 4.    | Mi corazón           | 3:11 |
| 5.    | Volar                | 3:01 |
| 6.    | Esta noche           | 2:49 |
| 7.    | Esperándote          | 3:18 |
| 8.    | Lucía                | 3:28 |
| 9.    | Si no te tengo a ti  | 2:47 |
| 10.   | La vida seguirá      | 2:56 |
| 11.   | Que pasa             | 3:12 |
| 12.   | Cuando volverás      | 3:18 |
| 13.   | El camino            | 3:07 |
| 40:09 |                      |      |

| Titres bonus - Édition originale Europe (Airforce1 Records, 2015) | Titres bonus - Édition originale Europe (Airforce1 Records, 2015) | Titres bonus - Édition originale Europe (Airforce1 Records, 2015) | Titres bonus - Édition originale Europe (Airforce1 Records, 2015) | Titres bonus - Édition originale Europe (Airforce1 Records, 2015) | Titres bonus - Édition originale Europe (Airforce1 Records, 2015) | Titres bonus - Édition originale Europe (Airforce1 Records, 2015) | Titres bonus - Édition originale Europe (Airforce1 Records, 2015) | Titres bonus - Édition originale Europe (Airforce1 Records, 2015) | Titres bonus - Édition originale Europe (Airforce1 Records, 2015) |
| No                                                                | Titre                                                             | Durée                                                             |                                                                   |                                                                   |                                                                   |                                                                   |                                                                   |                                                                   |                                                                   |
| ----------------------------------------------------------------- | ----------------------------------------------------------------- | ----------------------------------------------------------------- | ----------------------------------------------------------------- | ----------------------------------------------------------------- | ----------------------------------------------------------------- | ----------------------------------------------------------------- | ----------------------------------------------------------------- | ----------------------------------------------------------------- | ----------------------------------------------------------------- |
| 14.                                                               | El mismo sol (feat. Jennifer Lopez)                               | 3:07                                                              |                                                                   |                                                                   |                                                                   |                                                                   |                                                                   |                                                                   |                                                                   |
| 15.                                                               | El mismo sol (Under the Same Sun) (feat. Jennifer Lopez)          | 3:07                                                              |                                                                   |                                                                   |                                                                   |                                                                   |                                                                   |                                                                   |                                                                   |
| 46:14                                                             |                                                                   |                                                                   |                                                                   |                                                                   |                                                                   |                                                                   |                                                                   |                                                                   |                                                                   |

Rééditions
| Réédition "augmentée" Europe (Airforce1 Records, Universal Music, 15 juillet 2016) | Réédition "augmentée" Europe (Airforce1 Records, Universal Music, 15 juillet 2016) | Réédition "augmentée" Europe (Airforce1 Records, Universal Music, 15 juillet 2016) | Réédition "augmentée" Europe (Airforce1 Records, Universal Music, 15 juillet 2016) | Réédition "augmentée" Europe (Airforce1 Records, Universal Music, 15 juillet 2016) | Réédition "augmentée" Europe (Airforce1 Records, Universal Music, 15 juillet 2016) | Réédition "augmentée" Europe (Airforce1 Records, Universal Music, 15 juillet 2016) | Réédition "augmentée" Europe (Airforce1 Records, Universal Music, 15 juillet 2016) | Réédition "augmentée" Europe (Airforce1 Records, Universal Music, 15 juillet 2016) | Réédition "augmentée" Europe (Airforce1 Records, Universal Music, 15 juillet 2016) |
| No                                                                                 | Titre                                                                              | Durée                                                                              |                                                                                    |                                                                                    |                                                                                    |                                                                                    |                                                                                    |                                                                                    |                                                                                    |
| ---------------------------------------------------------------------------------- | ---------------------------------------------------------------------------------- | ---------------------------------------------------------------------------------- | ---------------------------------------------------------------------------------- | ---------------------------------------------------------------------------------- | ---------------------------------------------------------------------------------- | ---------------------------------------------------------------------------------- | ---------------------------------------------------------------------------------- | ---------------------------------------------------------------------------------- | ---------------------------------------------------------------------------------- |
| 1.                                                                                 | Sofía                                                                              | 3:30                                                                               |                                                                                    |                                                                                    |                                                                                    |                                                                                    |                                                                                    |                                                                                    |                                                                                    |
| 2.                                                                                 | Animal                                                                             | 3:54                                                                               |                                                                                    |                                                                                    |                                                                                    |                                                                                    |                                                                                    |                                                                                    |                                                                                    |
| 3.                                                                                 | Libre (feat. Emma)                                                                 | 3:50                                                                               |                                                                                    |                                                                                    |                                                                                    |                                                                                    |                                                                                    |                                                                                    |                                                                                    |
| 4.                                                                                 | El mismo sol                                                                       | 2:59                                                                               |                                                                                    |                                                                                    |                                                                                    |                                                                                    |                                                                                    |                                                                                    |                                                                                    |
| 5.                                                                                 | Tengo un sentimiento                                                               | 3:04                                                                               |                                                                                    |                                                                                    |                                                                                    |                                                                                    |                                                                                    |                                                                                    |                                                                                    |
| 6.                                                                                 | Agosto                                                                             | 2:59                                                                               |                                                                                    |                                                                                    |                                                                                    |                                                                                    |                                                                                    |                                                                                    |                                                                                    |
| 7.                                                                                 | Mi corazón                                                                         | 3:11                                                                               |                                                                                    |                                                                                    |                                                                                    |                                                                                    |                                                                                    |                                                                                    |                                                                                    |
| 8.                                                                                 | Volar                                                                              | 3:01                                                                               |                                                                                    |                                                                                    |                                                                                    |                                                                                    |                                                                                    |                                                                                    |                                                                                    |
| 9.                                                                                 | Esta noche                                                                         | 2:49                                                                               |                                                                                    |                                                                                    |                                                                                    |                                                                                    |                                                                                    |                                                                                    |                                                                                    |
| 10.                                                                                | Esperándote                                                                        | 3:18                                                                               |                                                                                    |                                                                                    |                                                                                    |                                                                                    |                                                                                    |                                                                                    |                                                                                    |
| 11.                                                                                | Lucía                                                                              | 3:28                                                                               |                                                                                    |                                                                                    |                                                                                    |                                                                                    |                                                                                    |                                                                                    |                                                                                    |
| 12.                                                                                | La vida seguirá                                                                    | 2:47                                                                               |                                                                                    |                                                                                    |                                                                                    |                                                                                    |                                                                                    |                                                                                    |                                                                                    |
| 13.                                                                                | Si no te tengo a ti                                                                | 2:56                                                                               |                                                                                    |                                                                                    |                                                                                    |                                                                                    |                                                                                    |                                                                                    |                                                                                    |
| 14.                                                                                | Que pasa                                                                           | 3:12                                                                               |                                                                                    |                                                                                    |                                                                                    |                                                                                    |                                                                                    |                                                                                    |                                                                                    |
| 15.                                                                                | Cuando volverás                                                                    | 3:18                                                                               |                                                                                    |                                                                                    |                                                                                    |                                                                                    |                                                                                    |                                                                                    |                                                                                    |
| 16.                                                                                | El camino                                                                          | 3:07                                                                               |                                                                                    |                                                                                    |                                                                                    |                                                                                    |                                                                                    |                                                                                    |                                                                                    |
| 17.                                                                                | El mismo sol (feat. Jennifer Lopez)                                                | 3:08                                                                               |                                                                                    |                                                                                    |                                                                                    |                                                                                    |                                                                                    |                                                                                    |                                                                                    |
| 18.                                                                                | El mismo sol (Under the Same Sun) (feat. Jennifer Lopez)                           | 3:08                                                                               |                                                                                    |                                                                                    |                                                                                    |                                                                                    |                                                                                    |                                                                                    |                                                                                    |
| 57:39                                                                              |                                                                                    |                                                                                    |                                                                                    |                                                                                    |                                                                                    |                                                                                    |                                                                                    |                                                                                    |                                                                                    |

| Réédition italienne avec titres bonus (Airforce1 Records, 22 juillet 2016) | Réédition italienne avec titres bonus (Airforce1 Records, 22 juillet 2016) | Réédition italienne avec titres bonus (Airforce1 Records, 22 juillet 2016) | Réédition italienne avec titres bonus (Airforce1 Records, 22 juillet 2016) | Réédition italienne avec titres bonus (Airforce1 Records, 22 juillet 2016) | Réédition italienne avec titres bonus (Airforce1 Records, 22 juillet 2016) | Réédition italienne avec titres bonus (Airforce1 Records, 22 juillet 2016) | Réédition italienne avec titres bonus (Airforce1 Records, 22 juillet 2016) | Réédition italienne avec titres bonus (Airforce1 Records, 22 juillet 2016) | Réédition italienne avec titres bonus (Airforce1 Records, 22 juillet 2016) |
| No                                                                         | Titre                                                                      | Durée                                                                      |                                                                            |                                                                            |                                                                            |                                                                            |                                                                            |                                                                            |                                                                            |
| -------------------------------------------------------------------------- | -------------------------------------------------------------------------- | -------------------------------------------------------------------------- | -------------------------------------------------------------------------- | -------------------------------------------------------------------------- | -------------------------------------------------------------------------- | -------------------------------------------------------------------------- | -------------------------------------------------------------------------- | -------------------------------------------------------------------------- | -------------------------------------------------------------------------- |
| 1.                                                                         | Sofía                                                                      | 3:32                                                                       |                                                                            |                                                                            |                                                                            |                                                                            |                                                                            |                                                                            |                                                                            |
| 2.                                                                         | Animal                                                                     | 3:55                                                                       |                                                                            |                                                                            |                                                                            |                                                                            |                                                                            |                                                                            |                                                                            |
| 3.                                                                         | Libre (feat. Emma) (Version italienne)                                     | 3:52                                                                       |                                                                            |                                                                            |                                                                            |                                                                            |                                                                            |                                                                            |                                                                            |
| 4.                                                                         | El mismo sol                                                               | 3:01                                                                       |                                                                            |                                                                            |                                                                            |                                                                            |                                                                            |                                                                            |                                                                            |
| 5.                                                                         | Tengo un sentimiento                                                       | 3:04                                                                       |                                                                            |                                                                            |                                                                            |                                                                            |                                                                            |                                                                            |                                                                            |
| 6.                                                                         | Agosto                                                                     | 2:58                                                                       |                                                                            |                                                                            |                                                                            |                                                                            |                                                                            |                                                                            |                                                                            |
| 7.                                                                         | Mi corazón                                                                 | 3:10                                                                       |                                                                            |                                                                            |                                                                            |                                                                            |                                                                            |                                                                            |                                                                            |
| 8.                                                                         | Volar                                                                      | 3:01                                                                       |                                                                            |                                                                            |                                                                            |                                                                            |                                                                            |                                                                            |                                                                            |
| 9.                                                                         | Esta noche                                                                 | 2:48                                                                       |                                                                            |                                                                            |                                                                            |                                                                            |                                                                            |                                                                            |                                                                            |
| 10.                                                                        | Esperándote                                                                | 3:16                                                                       |                                                                            |                                                                            |                                                                            |                                                                            |                                                                            |                                                                            |                                                                            |
| 11.                                                                        | Lucía                                                                      | 3:28                                                                       |                                                                            |                                                                            |                                                                            |                                                                            |                                                                            |                                                                            |                                                                            |
| 12.                                                                        | La vida seguirá                                                            | 2:46                                                                       |                                                                            |                                                                            |                                                                            |                                                                            |                                                                            |                                                                            |                                                                            |
| 13.                                                                        | Si no te tengo a ti                                                        | 2:55                                                                       |                                                                            |                                                                            |                                                                            |                                                                            |                                                                            |                                                                            |                                                                            |
| 14.                                                                        | Que pasa                                                                   | 3:10                                                                       |                                                                            |                                                                            |                                                                            |                                                                            |                                                                            |                                                                            |                                                                            |
| 15.                                                                        | Cuando volverás                                                            | 3:18                                                                       |                                                                            |                                                                            |                                                                            |                                                                            |                                                                            |                                                                            |                                                                            |
| 16.                                                                        | Sonrio (La vita com'è) (feat. Max Gazzè)                                   | 3:51                                                                       |                                                                            |                                                                            |                                                                            |                                                                            |                                                                            |                                                                            |                                                                            |
| 17.                                                                        | El camino                                                                  | 3:07                                                                       |                                                                            |                                                                            |                                                                            |                                                                            |                                                                            |                                                                            |                                                                            |
| 18.                                                                        | Sofia (Acoustic version)                                                   | 3:32                                                                       |                                                                            |                                                                            |                                                                            |                                                                            |                                                                            |                                                                            |                                                                            |
| 19.                                                                        | El mismo sol (Under the Same Sun) (feat. Jennifer Lopez)                   | 3:07                                                                       |                                                                            |                                                                            |                                                                            |                                                                            |                                                                            |                                                                            |                                                                            |
| 20.                                                                        | Sofia (Oovee Remix)                                                        | 3:44                                                                       |                                                                            |                                                                            |                                                                            |                                                                            |                                                                            |                                                                            |                                                                            |
| 65:35                                                                      |                                                                            |                                                                            |                                                                            |                                                                            |                                                                            |                                                                            |                                                                            |                                                                            |                                                                            |

## Classements et certifications

### Classements
Liste non exhaustive
| Pays   | Classement          | Première semaine | Position d'entrée | Meilleure position | Semaines à la meilleure place | Semaines dans le classement | Dernière semaine  | Réf.   |
| ------ | ------------------- | ---------------- | ----------------- | ------------------ | ----------------------------- | --------------------------- | ----------------- | ------ |
| France | SNEP                | 22 août 2015     | 79                | 79                 | 1                             | 5                           | 19 septembre 2015 | [ 18 ] |
| Italie | FIMI                | 2 juillet 2015   | 23                | 1                  | 5                             | 15                          | 1er octobre 2015  | [ 4 ]  |
| Suisse | Schweizer Hitparade | 5 juillet 2015   | 71                | 1                  | 2                             | 44                          | 4 octobre 2015    | [ 6 ]  |

### Certifications
| Région                                                                                                 | Certification | Ventes/Streams |
| --- | ------------- | -------------- |
| Autriche (IFPI)                                                                                        | Or            | 7 500x         |
| Italie (FIMI)                                                                                          | Platine       | 50 000*        |
| Pologne (ZPAV)                                                                                         | 3 × Platine   | 60 000*        |
| Suisse (IFPI)                                                                                          | Or            | 10 000x        |
| *Ventes selon la certification ^Mise en rayon selon la certification xNon précisé par la certification |               |                |